# لئونید کیزیم
لئونید کیزیم (به انگلیسی: Leonid Kizim) فضانورد اهل اتحاد شوروی است که در ۵ اوت ۱۹۴۱ در استان دونتسک زاده شد. وی در مأموریت سایوز تی-۳، سایوز تی-۱۰، سایوز تی-۱۵ حضور داشته است.